# Nebojša Ćirić
Nebojša Ćirić, cyr. Небојша Ћирић (ur. 12 stycznia 1974 w Borze) – serbski ekonomista i przedsiębiorca, w latach 2011–2012 minister.

## Życiorys
Szkołę średnią ukończył w Londynie, studiował w London School of Economics, powrócił do Serbii w 1996. Ukończył studia ekonomiczne na Uniwersytecie w Belgradzie. Był nauczycielem akademickim na prywatnej uczelni „Univerzitet Braća Karić”, pracował w agencji reklamowej Ogilvy & Mather, jako doradca do spraw inwestycji zagranicznych w resorcie międzynarodowych spraw gospodarczych oraz na dyrektorskim stanowisku w Deloitte & Touche.
W maju 2007 został asystentem ministra gospodarki i rozwoju regionalnego, a w lipcu 2008 sekretarzem stanu w tym resorcie. Od marca 2011 do lipca 2012 sprawował urząd ministra gospodarki i rozwoju regionalnego w rządzie Mirka Cvetkovicia (z rekomendacji partii G17 Plus). Później został dyrektorem przedsiębiorstwa East Point Metals, założył też własną firmę konsultingową.